# Wojciech Kubanek
Wojciech Kubanek (ur. 1 kwietnia 1865 w Wapnie, zm. 12 maja 1941 w Dąbrowie w woj. lubelskim) – drukarz i wydawca, wielkopolski działacz niepodległościowy, wysiedlony w 1939 r. przez Niemców na Lubelszczyznę.
Urodził się w rodzinie chłopskiej. Po ukończeniu szkoły początkowej w rodzinnej wsi został tzw. wędrownym kramarzem, zajmującym się sprzedażą dewocjonaliów oraz druków religijnych i ludowych na odpustach i jarmarkach.
W 1902 założył w Gołańczy (pow. wągrowiecki) księgarnię, drukarnię, introligatornię i pracownię oprawy obrazów. Wykonywał druki handlowe, plakaty, statuty i inne drobne wydawnictwa. Wydał własnym nakładem m.in. Śpiewnik ludowy opracowany przez ks. Józefa Duczmala. 
W 1905 zorganizował w Gołańczy strajk dzieci szkolnych przeciwko germanizacji szkoły. Działalność wydawnicza i niepodległościowa Kubanka była powodem interwencji policji pruskiej. Miejscowi Niemcy nazywali go polskim królem (Polen König). W czasie pierwszej wojny światowej był aresztowany przez niemieckie władze wojskowe, m.in. za pomoc udzielaną jeńcom rosyjskim.
Podczas powstania wielkopolskiego drukował pierwsze polskie zarządzenia i ogłoszenia narodowych władz powstańczych. Wydawał również periodycznie organ Związku Pracowników Sądowych – Głos Sądowy. W 1926 uruchomił drukarnię i introligatornię w powiatowym Wągrowcu, gdzie m.in. wydawał w latach 1926–1939 Głos Wągrowiecki, ukazujący się dwa razy w tygodniu jako pismo bezpartyjne. Działał w Korporacji Zakładów Graficznych i Wydawniczych woj. poznańskiego. W 1935 r. przedsiębiorstwo w Wągrowcu przejęli synowie Wojciech i Władysław, zaś zakład w Gołańczy córka Bronisława (zamężna Górecka). Po wkroczeniu Niemców w 1939 r. hitlerowcy zlikwidowali drukarnie w Wągrowcu i Gołańczy.
Wysiedlony przez Niemców w ramach masowego usuwania Polaków z terenów włączonych w 1939 r. do Rzeszy, trafił do wsi Dąbrowa w województwie lubelskim. Bestialsko pobity przez gestapowców, zmarł w tej wsi w wyniku odniesionych obrażeń. Nie udało się dotychczas ustalić, w której Dąbrowie mieszkał w latach 1940-1941 i zmarł Kubanek, ponieważ wsi o takiej nazwie jest na terenie Lubelszczyzny kilka.